# 27280 Manettedavies
27280 Manettedavies è un asteroide della fascia principale. Scoperto nel 2000, presenta un'orbita caratterizzata da un semiasse maggiore pari a 2,2760093 UA e da un'eccentricità di 0,0309788, inclinata di 3,94593° rispetto all'eclittica.